# Palazzo del Louvre

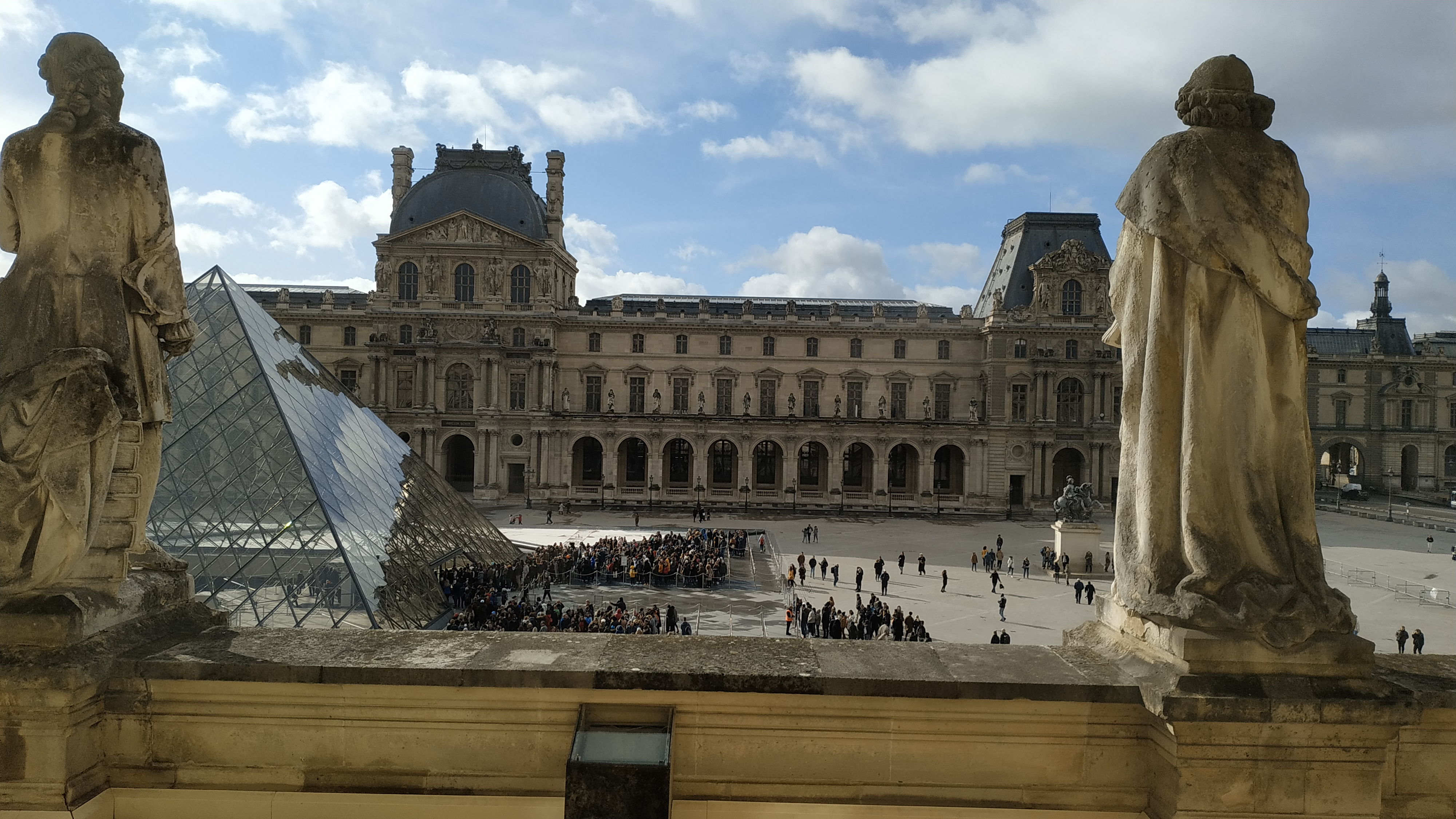
L'esterno del palazzo des Louvre

Il palazzo del Louvre (in francese Palais du Louvre) è un'antica residenza reale di Francia situata sulla rive droite della Senna a Parigi, tra i giardini delle Tuileries e la chiesa di Saint-Germain l'Auxerrois. Al suo interno ospita uno dei più celebri musei d'arte del mondo, il Museo del Louvre ma anche una scuola superiore di storia dell'arte, l'école du Louvre, ed il Museo delle arti decorative di Parigi. È classificato come Monumento storico di Francia.
Il palazzo ha una superficie di 210,000 mq, rendendolo la più grande residenza reale d'Europa.

## La struttura attuale

### Il complesso
L'attuale palazzo del Louvre è un ampio complesso di padiglioni disposti su quattro livelli principali che è il risultato di molte fasi di costruzione, di modifica, di distruzione e di restauro. Il palazzo è situato sulla riva destra della Senna la Rue de Rivoli a nord e la Quai Francois Mitterrand (precedentemente Quai du Louvre) a sud. Ad ovest ha i giardini delle Tuileries e, a est, la Rue de l'Amiral de Coligney e la Place du Louvre.
Il complesso occupa circa 40 ettari e forma due quadrilateri principali che includono due grandi cortili: la Cour Carrée ("cortile quadrato"), completato sotto Napoleone Bonaparte, e la più grande Cour Napoleon con la Cour du Carrousel alla sua sinistra, costruite sotto Napoleone III. La Cour Napoleon e la Cour du Carrousel sono separate dalla Place du Carrousel.
Il complesso del Louvre può essere diviso nel "vecchio Louvre": padiglioni e le ali medioevali e rinascimentali che circondano la Cour Carrée, così come la Grande Galerie ("grande galleria") che si estende verso ovest lungo la Senna; e il "nuovo Louvre": quei padiglioni ed ali del XIX secolo che si estendono lungo i lati settentrionali e meridionali della Cour Napoleon, con le loro estensioni verso ovest (la parte nord e sud della Cour du Carrousel) che facevano parte del Palazzo delle Tuileries.
Circa 51615 m² del palazzo sono destinati alle mostre pubbliche, ma il complesso è così ampio che si potrebbero effettuare visite giornaliere per una settimana e non aver potuto dare più di uno sguardo rapido a ciascuna delle esposizioni.

### Il "Vecchio Louvre"

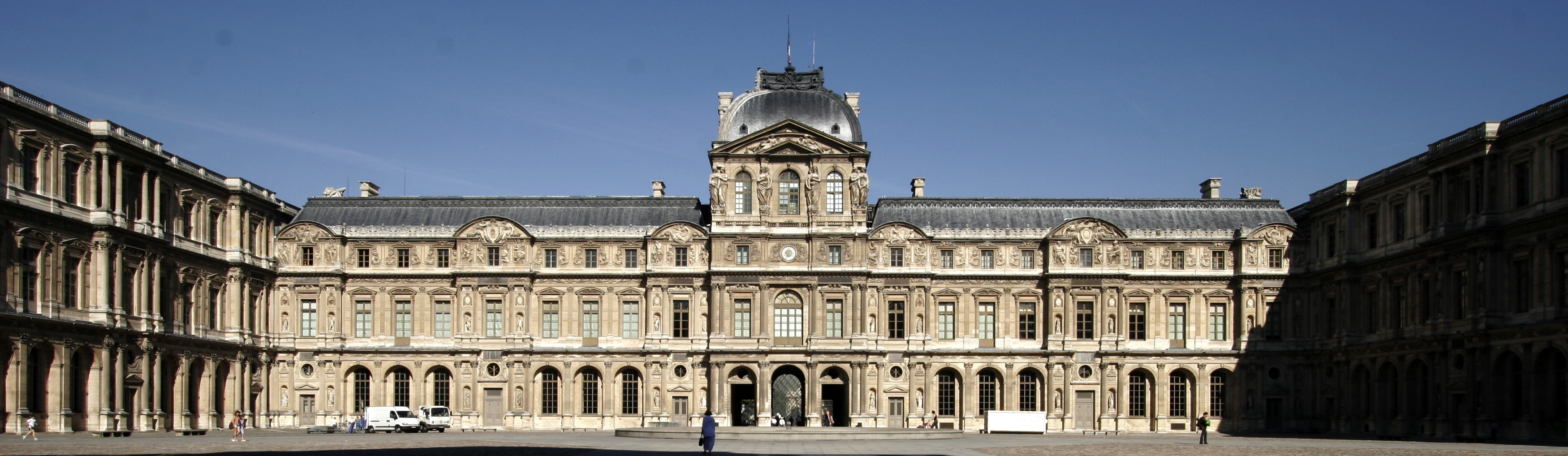
La Cour Carrée del "vecchio Louvre"

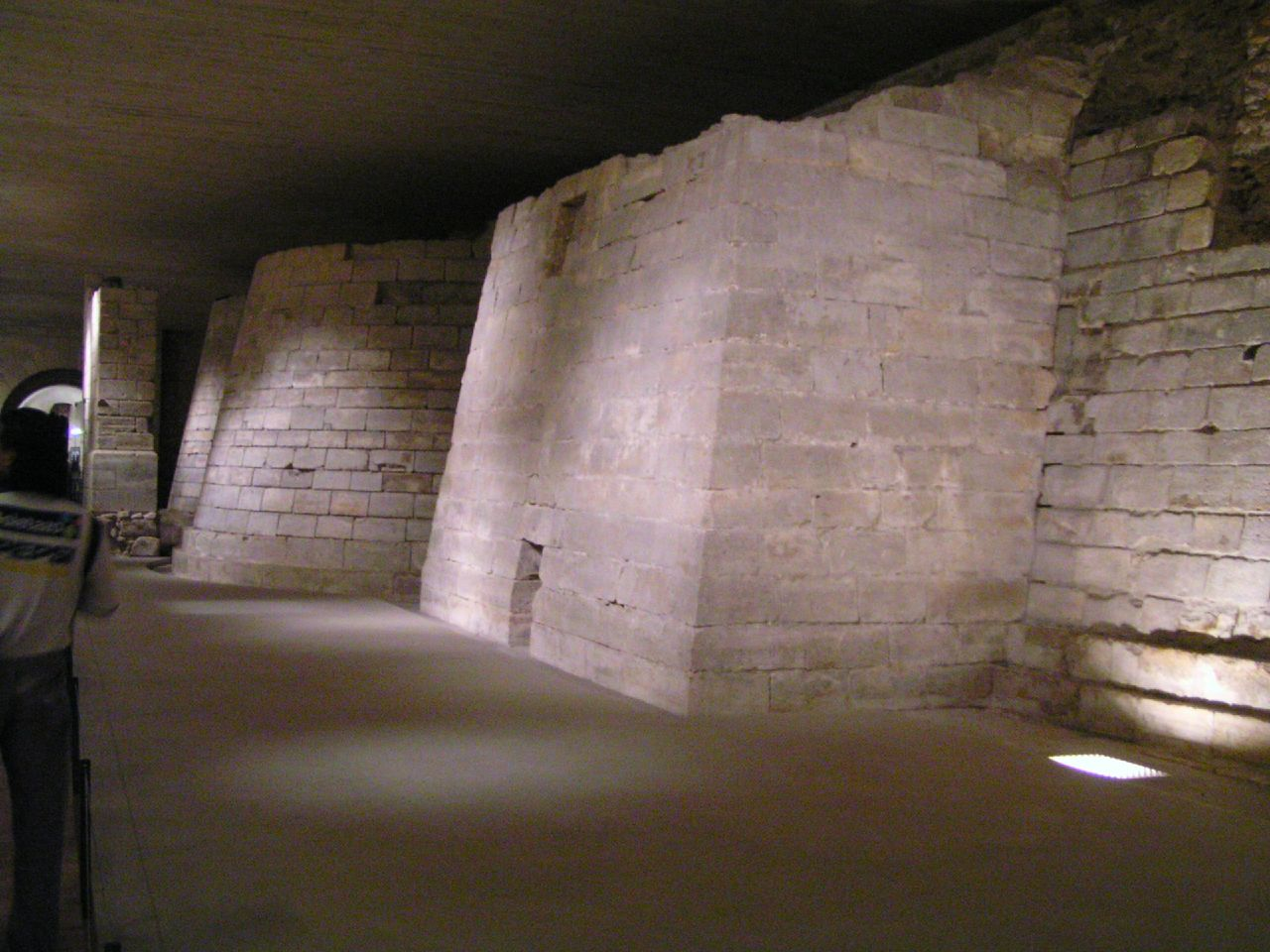
Le fondamenta medioevali del Louvre visibili nei sotterranei

Il "vecchio Louvre" occupa il luogo della fortezza duecentesca del re Filippo II di Francia denominata il Louvre. Le sue fondamenta si possono osservare nel livello sotterraneo, il dipartimento del Louvre medioevale.
Questa struttura verrà modificata nel 1546 dal re Francesco I di Francia che voleva ampliare la residenza reale, che subirà nuove modifiche ad ogni nuovo sovrano. Re Luigi XIV di Francia, che risiedette al Louvre fino alla sua partenza per Versailles nel 1678, fu il sovrano che completò i lavori della Cour Carrée, iniziati con Francesco I.
Il vecchio Louvre è un quadrilatero, con ogni lato di circa 160 metri, che consta di 8 ali (ailies) articolate da 8 padiglioni (pavillons). Cominciando dall'angolo di nord-ovest e muovendosi in senso orario, i padiglioni sono: Pavillon de Beauvais, Pavillion de Marengo, padiglione di nordest, padiglione centrale, padiglione di sudest, Pavillon des Arts, Pavillon du Roi e Pavillon Sully (precedentemente, Pavillon de l'Horloge). Fra il Pavillon du Roi e il Pavillon Sully si trova l'Aile Lescot ("ala Lescot"): costruita tra il 1546 e il 1551 da Pierre Lescot, che costituisce la parte più antica del Louvre ancora visibile. Fra il Pavillon Sully e il Pavillon de Beauvais si trova l'Aile Lemercier ("ala Lemercier"): costruita nel 1639 da Luigi XIII di Francia e dal card. Richelieu, è un'estensione simmetrica dell'ala Lescot nello stesso stile rinascimentale. Con essa, le ultime facciate esterne del Louvre medioevale sono state demolite.

### Il "nuovo Louvre"

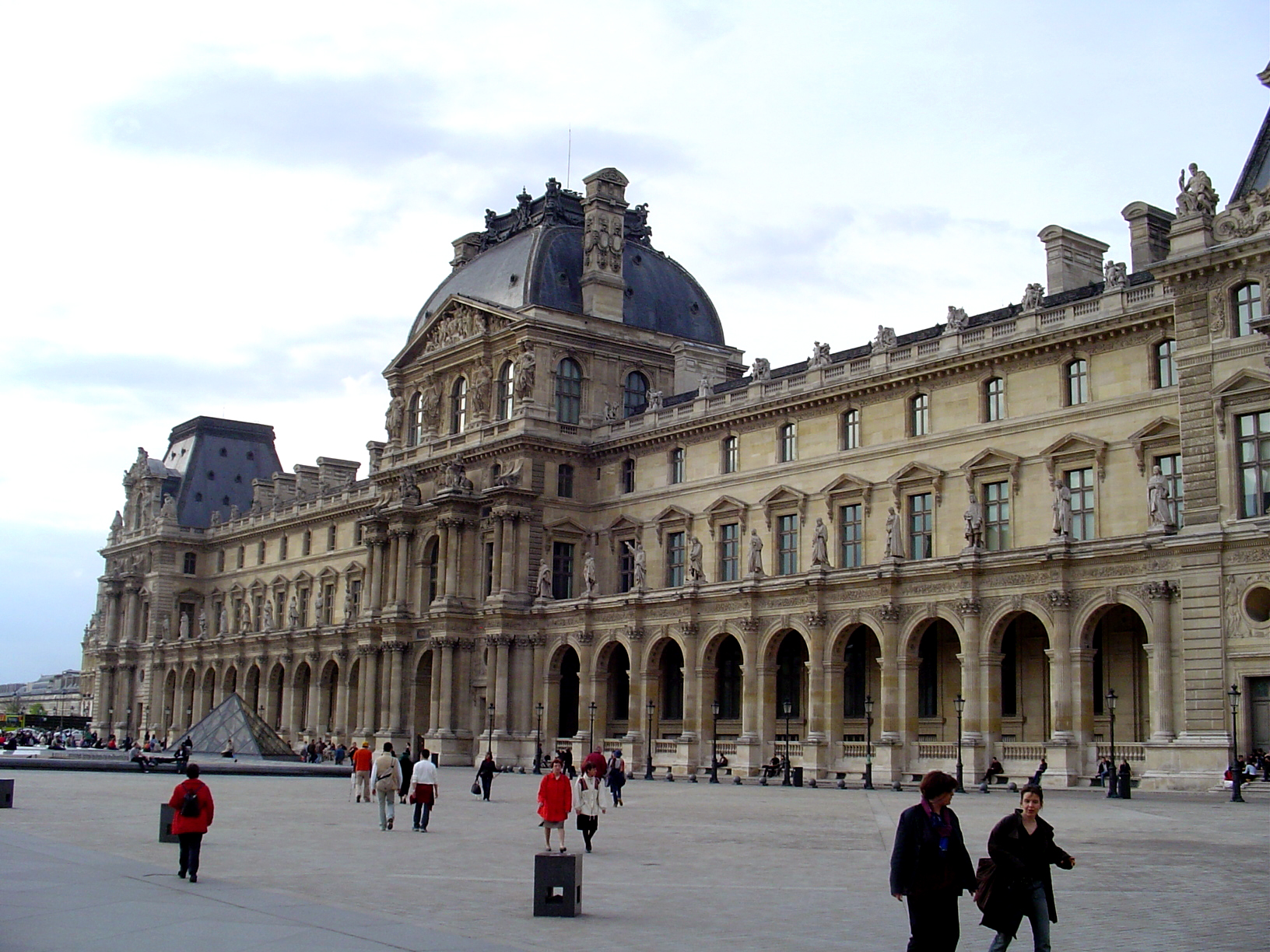
Parte del "nuovo Louvre"

Il "nuovo Louvre" è il nome che viene spesso dato alle ali e ai padiglioni che estendono il palazzo per circa 500 metri verso ovest, a nord e a sud della Cour Napoléon e della Cour du Carrousel.
Fu Napoleone III che collegò il palazzo delle Tuileries con il Louvre negli anni 1850, così realizzando il Grand Dessein (il "grande progetto") originale ideato da Enrico IV di Francia nel XVI secolo. Questa realizzazione è durata solo alcuni anni, dato che il palazzo delle Tuileries è stato incendiato nel 1871 ed infine completamente distrutto nel 1882.
La parte settentrionale del "nuovo Louvre" è formata (da est a ovest) da tre grandi padiglioni lungo la Rue de Rivoli: Pavillon de la Bibliotheque, Pavillon de Rohan e Pavillon de Marsan. Sulla parte interna del Pavillon de la Bibliotheque vi sono poi altri tre padiglioni: Pavillon Colbert, Pavillon Richelieu e Pavillon Turgot; questi padiglioni e le loro ali definiscono tre cortili secondari, da est a ovest: Cour Khorsabad, Cour Puget e Cour Marly. La parte meridionale del "nuovo Louvre" consiste (da est a ovest) di cinque grandi padiglioni lungo il Quai Francois Mitterrand (e quindi la Senna: Pavillon de la Lesdiguieres, Pavillon des Sessions, Pavillon de la Tremoille, Pavillon des Etats e Pavillon de Flore). Come nel lato nord, anche qui ci sono altri tre padiglioni interni: Pavillon Daru, Pavillon Denon e Pavillon Mollien, e le loro ali definiscono tre cortili secondari: Cour du Sphinx, Cour Viconti e Cour Lefuel.

Il Pavillon de Flore ed il Pavillon de Marsan, all'estremità occidentale del palazzo, sono stati distrutti, quando durante la Terza Repubblica francese venne distrutto il palazzo delle Tuileries, ma successivamente furono ricostruiti nel 1874. Il Flore fece da modello per il restauro del Marsan.

Veduta con la Senna.

#### IlGrand Louvredi Mitterrand
Un ampio complesso sotterraneo di uffici, negozi, spazi per le mostre, depositi ed aree di parcheggio, così come una sala, un deposito di bus turistici e un self-service, furono costruiti sotto i cortili centrali della Cour Napoléon e della Cour du Carrousel per il progetto del "Grande Louvre" di François Mitterrand. L'entrata per questo livello sotterraneo è situata nel centro della Cour Napoléon ed è coperta dalla piramide del Louvre, la struttura in acciaio e vetro progettata nel 1989 dall'architetto Ieoh Ming Pei.